# Wyścigowe Samochodowe Mistrzostwa Polski 1953
Sezon 1953 był pierwszym sezonem Wyścigowych Samochodowych Mistrzostw Polski.

## Charakterystyka
Sezon liczył cztery eliminacje na torach w Warszawie, Krakowie, Giżycku i Lublinie. Zawody były rozgrywane w pięciu klasach: sportowej powyżej 1600 cm³, sportowej do 1600 cm³, turystycznej powyżej 1600 cm³, turystycznej do 1600 cm³ oraz turystycznej do 750 cm³. Punkty przyznawane były sześciu najlepszym kierowcom według klucza 8-6-4-3-2-1.

## Zwycięzcy
| Data          | Tor      | Klasa                     | Zwycięzca (kierowcy) | Samochód      | Zwycięzca (zespoły) |
| ------------- | -------- | ------------------------- | -------------------- | ------------- | ------------------- |
| 17 maja       | Warszawa | sportowa pow. 1600 cm³    | Grzegorz Timoszek    | BMW 328       | OM Warszawa         |
| 17 maja       | Warszawa | sportowa do 1600 cm³      | Jan Sanecznik        | BMW 326       | OM Katowice         |
| 17 maja       | Warszawa | turystyczna pow. 1600 cm³ | Jerzy Łoziński       | Tatraplan     | OM Warszawa         |
| 17 maja       | Warszawa | turystyczna do 1600 cm³   | Jan Jagielski        | Opel Olympia  | Budowlani Warszawa  |
| 17 maja       | Warszawa | turystyczna do 750 cm³    | Grabiec              | DKW           | OM Katowice         |
| 21 czerwca    | Kraków   | sportowa pow. 1600 cm³    | Kazimierz Tarczyński | BMW 328       | OM Warszawa         |
| 21 czerwca    | Kraków   | sportowa do 1600 cm³      | Jan Sanecznik        | BMW 315       | OM Katowice         |
| 21 czerwca    | Kraków   | turystyczna pow. 1600 cm³ | Czapski              | BMW 317       | OM Katowice         |
| 21 czerwca    | Kraków   | turystyczna do 1600 cm³   | Jan Jagielski        | Opel-BMW      | Budowlani Warszawa  |
| 21 czerwca    | Kraków   | turystyczna do 750 cm³    | Stanisław Jabłoński  | DKW           | OM Katowice         |
| 16 sierpnia   | Giżycko  | sportowa pow. 1600 cm³    | Franciszek Postawka  | BMW 328       | OM Kraków           |
| 16 sierpnia   | Giżycko  | sportowa do 1600 cm³      | Michał Nahorski      | SAM MN-Lancia | OM Katowice         |
| 16 sierpnia   | Giżycko  | turystyczna pow. 1600 cm³ | Jerzy Łoziński       | Tatraplan     | OM Warszawa         |
| 16 sierpnia   | Giżycko  | turystyczna do 750 cm³    | Stanisław Jabłoński  |               | OM Katowice         |
| 4 październik | Lublin   | sportowa pow. 1600 cm³    | Michał Nahorski      | SAM MN-Lancia | OM Katowice         |
| 4 październik | Lublin   | sportowa do 1600 cm³      | Michał Nahorski      | SAM MN-Lancia | OM Katowice         |
| 4 październik | Lublin   | turystyczna pow. 1600 cm³ | Longin Bielak        | Citroën       |                     |
| 4 październik | Lublin   | turystyczna do 750 cm³    | Stanisław Jabłoński  | DKW           | OM Katowice         |

## Mistrzowie
| Klasa                   | Kierowca            | Samochód               | Zespół             |
| ----------------------- | ------------------- | ---------------------- | ------------------ |
| sportowa pow. 1600 cm³  | Franciszek Postawka | BMW 326, BMW 328       | OM Kraków          |
| sportowa do 1600 cm³    | Michał Nahorski     | SAM MN-Lancia, Bugatti | OM Katowice        |
| sportowa do 1600 cm³    | Jan Sanecznik       | BMW 326, BMW 315       | OM Katowice        |
| turystyczna do 1600 cm³ | Jan Jagielski       | Opel Olympia           | Budowlani Warszawa |
| turystyczna do 750 cm³  | Stanisław Jabłoński | DKW                    | OM Katowice        |